# Renard II de Joigny
Renard II de Joigny ou Renaud II de Joigny (né vers 1060, † après 1096) est comte de Joigny, en Champagne. Il est probablement le fils de Geoffroi II de Joigny, Comte de Joigny (le nom de sa mère est inconnu).

## Biographie
Il devient comte de Joigny à la mort de son frère vers 1081.

## Mariage et enfants
Il épouse Vaindemonde de Courtenay, fille de Jocelin de Courtenay et d'Hildegarde de Château-Landon, dont il a deux enfants :
- Gui de Joigny, qui succède à son père ;
- Renard III de Joigny, qui succède à son frère.

## Sources
- Marie Henry d'Arbois de Jubainville, Histoire des Ducs et Comtes de Champagne, 1865.
- l'abbé Carlier, Notice sur les comtes de Joigny, 1862.
- Ambroise Challe, Histoire de la ville et du comté de Joigny, 1882.